# Punk Rock Song
«Punk Rock Song» es una canción del grupo de punk rock Bad Religion que salió en su álbum de 1996 titulado The Gray Race. Fue el segundo sencillo del álbum y fue escrita por Greg Graffin. Existe una versión en alemán del tema.
El nombre del álbum recopilatorio no oficial de Bad Religion, titulado Punk Rock Songs, se debe a esta canción.
En abril de 1996 llegó hasta el puesto 17 del MTV Europeo.

## Posicionamiento
| Listas (1996)          | Posiciones |
| ---------------------- | ---------- |
| Finlandia sencillos    | 5          |
| Alemania Singles Chart | 29         |
| Suecia Singles Chart   | 21         |

- Datos: Q1829129